# Mary Louise Cleave
Mary Louise Cleave   (Southampton, 5 de febrer de 1947 - Annapolis, 27 de novembre de 2023) va ser una enginyera i astronauta estatunidenca.

## Biografia
Va néixer a Southampton, fila del matrimoni de Howard i Barbara Cleave, ambdós professors. Va créixer a Great Neck i tenia una germana més gran (Trudy Carter) i una de més petita (Barbara «Bobbie» Cleave Bosworh).
Va acabar els estudis de secundària el 1965 a Great Neck. El 1969 va acabar els estudis Biologia a la Colorado State University i va fer un màster en Ciència Microbiòtica a la Utah State University l'any 1975. El 1979 va rebre el seu títol de doctorat en enginyeria Civil i Mediambiental per la mateixa universitat.
A la Utah State University, des del 1979 fins al juny del 1980, va fer recerca en Ficologia a l'Ecology Center i al Utah Water Research Laboratory de la universitat. La seva recerca es va centrar en els diversos aspectes de la producció i manteniment de líquens a terra al Desert de la Gran Conca al sud de Snowville.

## Carrera a la NASA
Va ser seleccionada per astronauta l'any 1980. Les seves tasques tècniques van incloure: la verificació del programari de vol al Shuttle Avionics Integration Laboratory (SAIL) i del comunicador amb la nau espacial (CAPCOM) en cinc missions del transbordador espacial. Va ser veterana de dos vols espacials, sumant 10 dies, 22 hores, 2 minuts i 14 segons a l'espai, orbitant la Terra 172 vegades. Va ser especialista de la missió STS-61-B (del 26 de novembre al 3 de desembre de 1985) i STS-30 (del 4 al 8 de maig de 1989).
Al maig de 1991 va deixar el Johnson Space Center per anar al Goddard Space Flight Center de la NASA a Greenbelt. Allà va treballar al laboratori per processos hidrosfèrics com a cap de projecte del SeaWiFS (Sea-viewing, Wide-Field-of-view-Sensor, «Sensor per l'observació de l'oceà en àmplia obertura»), un sensor per al monitoratge de vegetació de forma global. Va servir també com a administradora a la Science Mission Directorate, als quarters generals de la NASA a Washington DC fins al 2007.

### Missions espacials
La missió STS-61-B Atlantis (26 de novembre a 3 de desembre de 1985) va enlairar-se de nit des del Centre Espacial John F. Kennedy de Florida i va tornar a terra a la pista 22 de la Base de la Força Aèria Edwards. Durant la missió, es van llençar els satèl·lits de comunicació MORELOS-B, AUSSAT II i SATCOM K2, es van fer dos passeigs espacials de 6 hores per provar tècniques de construcció de l'estació espacial a l'experiment EASE/ACCESS, es va operar l'experiment Continous Flow Electrophoresis (CFES) per al McDonnel Douglas i un contenidor Gateway Special (GAS) per a Telesat, es van fer diversos experiments al Mexican Payload Specialist Experiments pel govern mexicà i es va provar l'Orbiter Experiment Digital Autopilot (OEX DAP). Va ser la càrrega més pesada portada a òrbita fins llavors. La missió va durar 165 hores, 4 minuts i 49 segons.
La missió STS-30 Atlantis (del 4 al 8 de maig de 1988) va ser una missió de quatre dies en la qual es va llençar la sonda espacial Magellan per a l'exploració del planeta Venus. Aquesta era la primera sonda planetària des del 1978 i la primera sonda llençada des del transbordador espacial. Magellan va arribar a Venus a l'agost de 1999 i va fer un mapa mitjançant radar del 95% de la superfície del planeta. Magellan ha estat una de les missions mes satisfactòries retornant informació científica sobre l'atmosfera i el camp magnètic de Venus. A més, la missió va treballar en missions secundàries, com el creixement de cristall d'iridi i l'estudi de tempestes elèctriques i l'observació de la terra. La missió va durar 96 hores, 57 minuts i 35 segons.